# El país de las últimas cosas (película)
 El país de las últimas cosas  es una película de Argentina y República Dominicana filmada en blanco y negro dirigida por Alejandro Chomski según su propio guion escrito en colaboración con Paul Auster sobre la novela homónima de este último. Se estrenó el 27 de noviembre de 2020 y tuvo como actores principales a Christopher Von Uckermann y Jazmín Diz.

## Producción
Durante 17 años el director tenía en mente filmar una película basada en la novela que Auster había publicado en 1987. Conoció a Auster en 2002, cuando ya había estudiado cine, si bien su primera película –Hoy y mañana- se estrenó en Cannes al año siguiente. Chomski veía en la novela un reflejo de lo que sucedía en Argentina después del 2001. El director describe el lugar donde se desarrolla el filme como “un mundo en el que las instituciones del capitalismo ya no funcionan".

Luego de varias conversaciones, Auster le dijo que empezara a escribir un guion; después que lo leyó, sugirió correcciones y en un par de viajes a Nueva York tuvieron muchos intercambios de ideas y trabajo en conjunto. Para concretar el proyecto hacía falta un financiamiento que no era fácil de obtener hasta que apareció, de un lugar inesperado: República Dominicana. Chomski le enviaba a Auster cada uno de los 14 cortes de montaje que hizo y, según cuenta el director, la discusión más ardua fue por una canción de Leo Dan que aparece en la historia de amor que tiene la película. El autor cedió para la película, cuyo costo total fue de un millón de dólares, sus derechos de autor por una suma simbólica.

## Sinopsis
Una joven que viaja a un lugar no identificado para encontrar a su hermano desaparecido conoce a Sam, un periodista extranjero que busca salvaguardar la mayor cantidad de información de la cultura del lugar y se enamora de él. En el lugar hay vestigios de un apocalipsis cuyos motivos se desconocen, con sectas de todo tipo, cadáveres que son recogidos y utilizados como combustible, personas que corren hasta agotarse o que se tiran desde la altura para morir.

## Reparto
Participaron en el filme los siguientes intérpretes:
- María de Medeiros...	Victoria
- Juan Fernández...	Otto Frick
- Margaux Da Silva...	Juana
- Christopher Von Uckermann...	Sam
- Ettore D'Alessandro...	Boris
- Ruairi Rhodes...	Hermano Grunderson
- Luis del Valle...	Pablo
- José María Sacristán...	Bogat
- Héctor Then...	Rabino Isaac
- Uxio Lis...	Policía
- Ariel Díaz...	Pedrito
- Jazmín Diz....	Anna
- Jorge Wasserman...	Rabbi Jacob
- Toussaint Merionne...	Residente Carlos
- Elvira Grullón...	Isabel
- Auro Sónico...	Dujardin
- Jessy Santana...	Charlie
- Alberto García...	Ferdinand
- Danny Radhames Vasquez

## Comentarios
Ezequiel Boetti en Página 12 escribió:

”La descripción visual de esa tierra arrasada es notable, cortesía de un impecable diseño de arte y la…sugerente fotografía de Diego Poleri… estrafalarios bibliotecarios con “primos” con pinta de gángster, judíos ortodoxos y una residencia médica alemana con pacientes-refugiados de todas las procedencias, conformando una curiosa polifonía de tonadas. Todo entre medio de reflexiones y acotaciones contextuales en off de una mujer imperturbable, sin indicio alguno de sorpresa ni emoción. Lo mismo que la película, que establece con lo que muestra una distancia emotiva que la vuelve por momentos fría y maquinal, como si el mundo en que transcurre no fuera una versión distorsionada de este sino otro distinto y muy, muy lejano.
 “

Alejandro Lingenti dijo sobre el filme en La Nación que:

"El resultado quedó materializado en una ficción distópica que conecta con la profunda crisis socioeconómica que vivió la Argentina en 2001 y también con este presente marcado por la incertidumbre provocada por la pandemia del coronavirus."